# デイショーン・レダン
デイショーン・オルフェオ・マルフィン・レダン（Daishawn Orpheo Marvin Redan、2001年2月2日 - ）は、オランダ・アムステルダム出身のサッカー選手。ヴェネツィアFC所属。ポジションはFW。

## 経歴
2019年にヘルタ・ベルリンへと加入したレダンは8月25日、ブンデスリーガのVfLヴォルフスブルク戦にて後半25分にサロモン・カルーとの交代でプロデビューを飾った。
2020年1月31日、FCフローニンゲンにハーフシーズンのレンタルで移籍した。
2021年8月31日、PECズヴォレへレンタルで移籍した。
2022年6月27日、2022-23シーズンはFCユトレヒトにレンタル移籍することが決定した。
2023年1月31日、ヴェネツィアFCに3年半契約で移籍した。

## 人物
スリナムにルーツを持つ。